# Paul Thomas (Radsportler)

Paul Thomas nach seinem Sieg bei der deutschen Meisterschaft 1922

Paul Thomas (* 11. Dezember 1888 in Breslau; † nach 1948) war ein deutscher Radrennfahrer.
Paul Thomas war von 1910 bis 1929 Berufssportler. Seine Spezialität waren Steherrennen. 1922 wurde er in dieser Disziplin deutscher Meister; dreimal – 1914, 1923 und 1924 Vize-Meister. 1915 belegte er Platz drei. Thomas selbst bezeichnete später den Sieg im Jubiläumspreis der Stadt Breslau als er den schönsten seiner Erfolge. Bei diesem Rennen konnte er auch den Deutschen Meister Peter Günther schlagen, der Zweiter wurde.
Im Januar 1948 vermeldete die Zeitschrift Illustrierter Radsport-Expreß das Erscheinen von Paul Thomas bei dem Radrennen „Robl-Memorial“ in München, wo er damals auch lebte.